# Rakowo (powiat elbląski)
Rakowo (niem. Rakau) – zniesiona nazwa wsi w Polsce położona w województwie warmińsko-mazurskim, w powiecie elbląskim, w gminie Milejewo na obszarze Parku Krajobrazowego Wysoczyzny Elbląskiej.
Nazwa nie występuje w spisie miejscowości w Polsce, ale występuje na starych mapach. Zabudowania we wskazanym miejscu należą do wsi Ogrodniki.
W latach 1975–1998 miejscowość administracyjnie należała do województwa elbląskiego.
Inne miejscowości o nazwie Rakowo: Rakowo, Raków, Rakowice